# Dennis Gjengaar
Dennis Gjengaar, né le 24 février 2004 à Horten en Norvège, est un footballeur norvégien qui évolue au poste d'ailier droit aux Red Bulls de New York en MLS.

## Biographie

### En club
Né à Horten en Norvège, Dennis Gjengaar est formé par le club local du Ørn-Horten avant de rejoindre l'Odds BK, où il poursuit sa formation. Le 25 février 2022, il signe son premier contrat professionnel avec l'Odds BK.  
Gjengaar fait sa première apparition avec l'équipe première de l'Odds BK le 19 mai 2022, à l'occasion d'une rencontre de coupe de Norvège contre le Hei IL. Il entre en jeu à la place de Gilli Rólantsson et son équipe s'impose par six buts à un. Il joue son premier match d'Eliteserien, l'élite du football norvégien, le 6 août 2022, contre le FK Bodø/Glimt. Il entre en jeu à la place de Syver Aas et son équipe s'incline par sept buts à zéro ce jour-là.
Le 10 septembre 2022, Gjengaar se fait remarquer en marquant deux buts face au Sandefjord Fotball, en championnat. Il s'agit de ses deux premières réalisations en professionnel. Titulaire ce jour-là, il participe à la victoire de son équipe, qui était menée d'un but (1-3 score final),. Sa prestation est saluée après le match par son entraîneur, Pål Arne Johansen (en), qui considère que son jeune joueur a un grand potentiel. Le 22 octobre 2022, Gjengaar ouvre le score face au Vålerenga Fotball, en championnat, et contribue à la victoire de son équipe (2-1 score final),.
Le 16 février 2024, Dennis Gjengaar rejoint les Red Bulls de New York. Il signe un contrat courant jusqu'en décembre 2027, avec une année supplémentaire en option.
Gjengaar marque son premier but pour les Red Bulls lors d'une rencontre de MLS face au Toronto FC le 23 juin 2024. Il est titularisé ce jour-là et participe à la victoire de son équipe par trois buts à zéro.

### En sélection
Dennis Gjengaar commence sa carrière internationale avec l'équipe de Norvège des moins de 15 ans, avec laquelle il joue un total de trois matchs en 2019. 
Avec les moins de 18 ans il fait cinq apparitions en 2022.